# 中城虎意
中城 虎意（なかじょう とらい、1880年（明治13年）7月13日 - 1952年（昭和年27）2月11日）は、日本の海軍軍人。最終階級は海軍少将。

## 履歴
1880年（明治13年）7月、高知県長岡郡三里村字仁井田（現在の高知市）で生まれた。海南中学を経て、1900年（明治33年）12月、海軍兵学校（28期）を卒業し、1902年（明治35年）12月、海軍少尉任官。日露戦争では「浅間」分隊長として出征し、日本海海戦に参加。1908年（明治41年）4月から12月まで、海軍大学校乙種学生として学び、さらに海軍砲術学校高等科で学ぶ。
1909年（明治42年）5月、第1潜水艇隊艇長に就任。造船監督官に転じ、1910年（明治43年）12月、海軍少佐に昇進。1911年（明治44年）8月、艦政本部艤装員となり、造船造兵監督官（仏国出張）、艦政本部出仕（1部）などを経て、1915年（大正4年）12月、海軍中佐に進級。1916年（大正5年）4月、潜水艇艤装員に発令され、海軍技術本部員、兼海軍教育本部員、兼海大教官、兼軍務局員などを歴任し、1919年（大正8年）12月、海軍大佐に昇進。 
1920年（大正9年）10月、艦政本部員兼海大教官兼教育本部員となり、呉鎮守府付兼呉工廠建造潜水艦艤装員長を経て、1923年（大正12年）10月、海軍潜水学校長心得に就任。1924年（大正13年）12月、海軍少将に進み呉鎮守府付となり、1925年（大正14年）3月、予備役に編入された。
1947年（昭和22年）11月28日、公職追放仮指定を受けた。1952年（昭和27年）2月、東京都で死去、71歳。

## 栄典
位階
- 1902年（明治35年）4月11日 - 正八位[2]
- 1903年（明治36年）12月19日 - 従七位[3]
- 1905年（明治38年）2月14日 - 正七位[4]
- 1910年（明治43年）3月22日 - 従六位[5]

勲章等
- 1906年（明治39年）4月1日 - 功五級金鵄勲章・勲五等双光旭日章・明治三十七八年従軍記章[6]